# ار استراندلی
ار استراندلی (انگلیسی: Are Strandli؛ زادهٔ ۱۸ اوت ۱۹۸۸) ورزشکار روئینگ اهل نروژ است.
وی در مسابقات کشوری و بین‌المللی در مجموع برندهٔ ۱ مدال طلا، ۴ مدال برنز شده‌است.